# Горбенко, Святослав Сергеевич
Святосла́в Серге́евич Горбе́нко (укр. Святослав Сергійович Горбенко, позывной — Скельд; 26 декабря 1994, Полтава — 3 октября 2014, Донецк) — украинский военнослужащий, младший лейтенант, участник российско-украинской войны. Герой Украины (28 августа 2021, посмертно).

## Биография
По окончании Полтавского лицея было всего 15 лет. Получать высшее образование начал в Харькове. Святослав учился на филологическом факультете (японский, английский) в Харьковском национальном педагогическом университете имени Григория Сковороды. В то же время, на заочном отделении — на историческом факультете Харьковского национального университета имени Василия Каразина. На третьем году учеба поступила и на военную кафедру при Харьковском институте танковых войск.
Летом 2014 года ещё успел сдать экзамены на военной кафедре и получить представление на звание младшего лейтенанта. Погоны получить не успел — стал добровольцем, прошёл военные учения. С конца сентября находился в Донецком аэропорту вместе с побратимами от Добровольческого украинского корпуса «Правого сектора».
Погиб 3 октября 2014 года во время обороны Донецкого аэропорта. Спасая раненного побратима, получил смертельное ранение осколком танкового снаряда.
Похоронен в Киеве на Берковецком кладбище.

## Награды
- Звание «Герой Украины» с удостоением ордена «Золотая Звезда» (28 августа 2021, посмертно) — за личное мужество и героизм, проявленные в защите государственного суверенитета и территориальной целостности Украины, верность военной присяге[2].
- Орден «За мужество» III степени (12 марта 2021, посмертно) — за личное мужество и самоотверженные действия, проявленные в защите государственного суверенитета и территориальной целостности Украины, верность военной присяге[3].